# Pavlov, Šumperk
Pavlov là một làng thuộc huyện Šumperk, vùng Olomoucký, Cộng hòa Séc.